# Tete Mbambisa

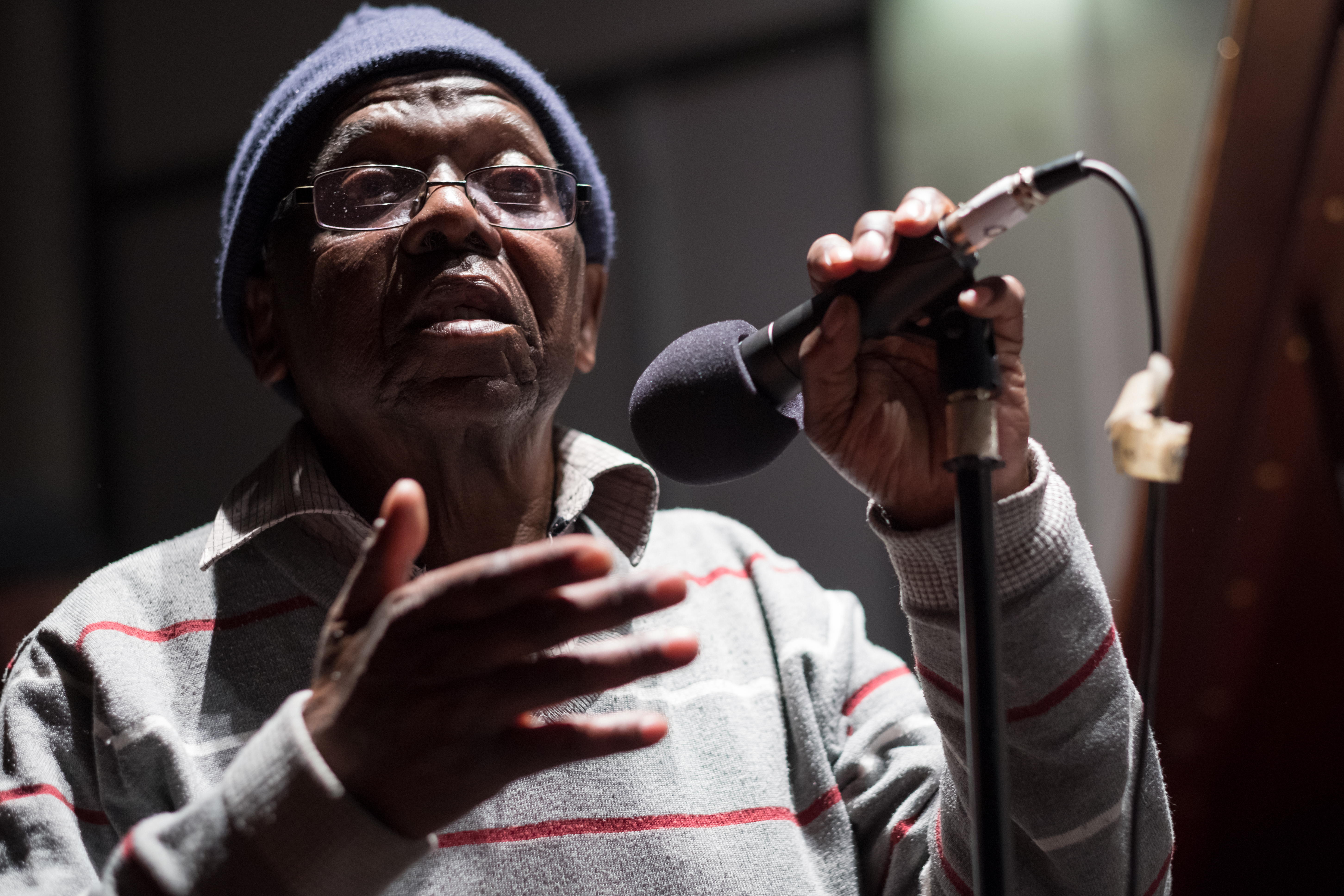
Tete Mbambisa (2017)

Tete Mbambisa (* 12. Januar 1942 in East London) ist ein südafrikanischer Jazzpianist und Komponist.

## Leben und Wirken
Mbambisa gründete als Jugendlicher zwei Vokalgruppen, die Four Yanks (bei denen neben ihm auch Pinise Saul sang und ab 1957 Dudu Pukwana als Pianist fungierte) und die Junior Four Yanks; zur letztgenannten Gruppe gehörte als Leadsänger Johnny Dyani.
Als Pianist ist er Autodidakt; auf diesem Instrument trat er zunächst 1961 als Mitglied der Jazz Giants um Pukwana als Saxophonisten mit dem Bassisten Martin Mgijima und dem Drummer Makaya Ntshoko auf der Jazzszene von Kapstadt in Erscheinung. Dann gehörte er zum Quintett von Ronnie Beer, um am Ende der 1960er Jahre in der Gruppe Spirits Rejoice um Duke Makasi zu spielen. Auch begleitete er die Sängerin Sylvia Mdunyelwa. Sein mit einem Oktett eingespieltes Album Tete's Big Sound mit Stücken wie Unity und der Totenklage Black Heroes gilt als Klassiker des südafrikanischen Untergrunds. Weiterhin spielte er mit Winston Mankunku, Zim Ngqawana, Herbie Tsoaeli, Feya Faku und Ezra Ngcukana. Mbambisa trat in dem Film Sophiatown (2003) auf. Auf dem Standard Bank Joy of Jazz Festival präsentierte er 2008 mit einem hochkarätig besetzten Sextett eigene Kompositionen. 2012 legte er ein Soloalbum vor.
Auch von Chris McGregor, den Blue Notes, Darius Brubeck und McCoy Mrubata wurden seine Kompositionen interpretiert. Pukwana widmete ihm (und der eigenen Frau) seine Komposition Tete and Barbs In My Mind; Dyani schrieb den Song Portrait of Tete Mbambisa (der auf dem Album Born under the Heat veröffentlicht wurde).

## Diskographische Hinweise
- Umsenge (1961)
- The Soul Jazzmen Inhupeko (1970)
- Tete's Big Sound (1976, mit Barney Rachabane)
- Did You Tell Your Mother (1976)
- The Brothers Xhosa Nostra (1989, mit Ezra Ngcukana, Duke Makasi, Victor Ntoni, Lulu Gontsana)
- Black Heroes (2010)